# Teo Fabi
Teodorico "Teo" Fabi (Milão, 9 de março de 1955) é um ex-automobilista italiano conhecido pela sua versatilidade pois competiu na Fórmula 1, Fórmula Indy, Can-Am, World Sportscar Championship e 24 Horas de Le Mans.

## Carreira
Fabi participou de 71 grandes prêmios de Fórmula 1, sendo o primeiro realizado em 23 de janeiro de 1982 no GP da África do Sul pela equipe Toleman, mas o piloto só conseguiu colocar o carro no grid na quarta etapa, o GP de San Marino. Das 16 provas, o italiano só conseguiu estar presente em 7 e não terminou nenhuma; nas outras 9 ele não conseguiu tempo suficiente para alinhar no grid. Conseguiu dois podiuns e somou um total de 23 pontos nos campeonatos que participou. Teve três pole positions, mas nunca liderou uma volta. Correu também no campeonato de IndyCar de 1983; durante aquele ano, tornou-se o segundo piloto a se qualificar para a pole position das 500 Milhas de Indianápolis como novato. Liderou as primeiras 23 voltas até que teve de se retirar da corrida na volta 44 devido a um problema na válvula de combustível.
Ele é o irmão mais velho de Corrado Fabi, também piloto de corrida; Corrado compartilhou, em 1984, a direção de um Brabham com ele: já que Teo participava, ao mesmo tempo, de corridas do CART (Championship Auto Racing Teams), Corrado então, assumia o lugar do irmão naquelas corridas de Fórmula 1 em que ele não podia estar presente. Na oitava etapa do campeonato, no GP dos Estados Unidos, Teo terminou em 3º (em função da desclassificação do carro de Brundle); quatro provas depois, o piloto italiano do carro número 2 concluiu em 4º na Áustria e no domingo seguinte, foi 5º na Holanda. Fechou o campeonato em 12º lugar com 9 pontos.
No campeonato de 1985, Teo volta para a Toleman, mas não corre as três primeiras provas do ano devido a uma polêmica entre a equipe e o fornecedor de pneus. Quando voltaram a competir, Fabi tenta levar o seu carro para lugares pontuáveis, mas isso não foi conseguido com muitos abandonos e duas provas concluídas. Contudo, Fabi consegue na Alemanha, em Nürburgring, uma inédita "pole-position" para a equipe, no mesmo fim de semana que esta é comprada pela Benetton.[carece de fontes?]
Para a temporada de 1986, com a Toleman transformada em Benetton e com o motor BMW Turbo, Fabi melhora as suas prestações. Consegue duas "pole-positions": na Áustria em Österreichring e na Itália em Monza, mas curiosamente nunca as aproveitou: na corrida austríaca, foi ultrapassado pelo piloto da "casa", Gerhard Berger, seu companheiro na Benetton, e na prova italiana, um problema nos treinos fez com que partisse na última fila... o melhor que conseguiu foi um 5º lugar em Ímola. Esses 2 pontos deram-lhe o 16ª lugar na classificação geral com duas "pole-positions" e uma volta mais rápida.[carece de fontes?]
Continua a correr em 1987 a bordo da Benetton, que trocou o motor alemão, indo para o Ford Turbo, e tendo o belga Thierry Boutsen como companheiro. Consegue acabar mais vezes nos pontos, e tem um pódio na Áustria em Zeltweg, concluindo em 3º lugar.[carece de fontes?] No final da época, Fabi fechou em 9º no campeonato com 12 pontos e uma volta mais rápida, e foi o encerramento de sua carreira na Fórmula 1.
Teo também obteve sucesso na carreira de piloto de corrida de carros esportivos, culminando com a conquista do campeonato, em 1991, pela equipe Tom Walkinshaw Racing (TWR) pilotando um Jaguar.

## Resultados

### Resultados naFórmula 1[1]
(legenda) (Corrida em negrito indica pole position, corridas em itálico indica volta mais rápida)
| Ano  | Nome Oficial da Equipe   | Chassis        | Motor            | 1         | 2         | 3         | 4         | 5         | 6         | 7         | 8         | 9         | 10        | 11        | 12        | 13        | 14        | 15        | 16        | Pontos | Posição |
| ---- | ------------------------ | -------------- | ---------------- | --------- | --------- | --------- | --------- | --------- | --------- | --------- | --------- | --------- | --------- | --------- | --------- | --------- | --------- | --------- | --------- | ------ | ------- |
| 1982 | Candy Toleman Motorsport | Toleman TG181B | Hart L4 Turbo    | AFS NQ P  | BRA NQ P  |           |           |           |           |           |           |           |           |           |           |           |           |           |           | 0      | NC      |
| 1982 | Candy Toleman Motorsport | Toleman TG181C | Hart L4 Turbo    |           |           | USW NQ P  |           |           |           |           |           |           |           |           |           |           |           |           |           | 0      | NC      |
| 1982 | Toleman Group Motorsport | Toleman TG181C | Hart L4 Turbo    |           |           |           | SMR NC P  | BEL Ret P | MON NPQ P |           |           | HOL NQ P  | GBR Ret P | FRA Ret P | ALE NQ P  | AUT Ret P | SUI Ret P | ITA Ret P | LVG NQ P  | 0      | NC      |
| 1984 | MRD International        | Brabham BT53   | BMW L4 Turbo     | BRA Ret M | AFS Ret M | BEL Ret M | SMR Ret M | FRA 9º M  |           |           | USE 3º M  |           | GBR Ret M | ALE Ret M | AUT 4º M  | HOL 5º M  | ITA Ret M | EUR Ret M |           | 9      | 12º     |
| 1985 | Toleman Group Motorsport | Toleman TG185  | Hart L4 Turbo    |           |           |           | MON Ret P | CAN Ret P | EUA Ret P | FRA 14º P | GBR Ret P | ALE Ret P | AUT Ret P | HOL Ret P | ITA 12º P | BEL Ret P | EUR Ret P | AFS Ret P | AUS Ret P | 0      | NC      |
| 1986 | Benetton Formula Ltd     | Benetton B186  | BMW L4 Turbo     | BRA 10º P | ESP 5º P  | SMR Ret P | MON Ret P | BEL 7º P  | CAN Ret P | EUA Ret P | FRA Ret P | GBR Ret P | ALE Ret P | HUN Ret P | AUT Ret P | ITA Ret P | POR 8º P  | MEX Ret P | AUS 10º P | 2      | 16º     |
| 1987 | Benetton Formula Ltd     | Benetton B187  | Ford F1 V6 Turbo | BRA Ret G | SMR Ret G | BEL Ret G | MON 8º G  | EUA Ret G | FRA 5º G  | GBR 6º G  | ALE Ret G | HUN Ret G | AUT 3º G  | ITA 7º G  | POR 4º G  | ESP Ret G | MEX 5º G  | JAP Ret G | AUS Ret G | 12     | 9º      |

### Resultados naCARTe nas500 Milhas de Indianápolis

#### Resultados nas 500 Milhas de Indianápolis entre 1983-1995
Adicionar-se que Teo Fabi nas míticas 500 Milhas de Indianápolis de 1983, Teo Fabi se classificaria na pole position com o recorde da pista de velocidade de 207,395 milhas por hora (333,770 km/h) durante quatro voltas feitas nas 10 milhas (16 km), e registrou uma volta de 208,049 milhas por hora (334,822 km/h) e no processo ele se tornaria o primeiro estreante a classificar-se na posição de pole position desde Walt Faulkner em 1950. Na corrida, Fabi teve alguns reveses e terminou em 26º lugar. Todavia, o esforço de Teo Fabi fez com que ele se torna-se o Rookie of the Year, leia-se o melhor estreante da corrida do ano de 1983.

## 500 Milhas de Indianápolis[2]
| Ano  | Equipe   | Chassi      | Motor            | Pneus | Largada | Final |
| ---- | -------- | ----------- | ---------------- | ----- | ------- | ----- |
| 1983 | Forsythe | March 83C   | Cosworth DFX     | G     | 1º      | 26º   |
| 1984 | Forsythe | March 84C   | Cosworth DFX     | G     | 14º     | 24º   |
| 1988 | Porsche  | March 88P   | Porsche Indy V8  | G     | 17º     | 28º   |
| 1989 | Porsche  | March 89P   | Porsche Indy V8  | G     | 13º     | 30º   |
| 1990 | Porsche  | March 90P   | Porsche Indy V8  | G     | 23      | 18º   |
| 1993 | Hall     | Lola T93/00 | Chevrolet        | G     | 17º     | 9º    |
| 1994 | Hall     | Reynard 94i | Ilmor            | G     | 24º     | 7º    |
| 1995 | Forsythe | Reynard 95i | Ford Cosworth XB | G     | 15º     | 8º    |

## Resultados de Teo Fabi nas24 Horas de Le Mans[3]
| Ano  | Classe | Número | Pneus | Carro                                        | Equipe                                | Co-Pilotos                          | Voltas | Posição | Classe Posição |
| ---- | ------ | ------ | ----- | -------------------------------------------- | ------------------------------------- | ----------------------------------- | ------ | ------- | -------------- |
| 1980 | Gr.5   | 51     | P     | Lancia Beta Monte Carlo Lancia 1.4L Turbo I4 | Scuderia Lancia Corse                 | Hans Heyer Bernard Darniche         | 6      | DNF     | DNF            |
| 1982 | Gr.6   | 51     | P     | Lancia LC1 Lancia 1.4L Turbo I4              | Martini Racing                        | Michele Alboreto Rolf Stommelen     | 92     | DNF     | DNF            |
| 1983 | C      | 4      | D     | Lancia LC2 Ferrari 268C 2.6L Turbo V8        | Martini Lancia                        | Michele Alboreto Alessandro Nannini | 27     | DNF     | DNF            |
| 1991 | C2     | 34     | G     | Jaguar XJR-12 Jaguar 7.4L V12                | Silk Cut Jaguar Tom Walkinshaw Racing | Bob Wollek Kenny Acheson            | 358    | 3º      | 3º             |
| 1992 | C1     | 8      | G     | Toyota TS010 Toyota RV10 3.5L V10            | Toyota Team Tom's                     | Jan Lammers Andy Wallace            | 331    | 8º      | 5º             |
| 1993 | C1     | 1      | M     | Peugeot 905 Evo 1B Peugeot SA35 3.5L V10     | Peugeot Talbot Sport                  | Thierry Boutsen Yannick Dalmas      | 374    | 2º      | 2º             |